# كيريل روديونوف
كيريل روديونوف (22 أبريل 1996 - ) هو لاعب كرة قدم روسي في مركز الوسط. لعب مع نادي خيمكي.

## وصلات خارجية
- كيريل روديونوف على موقع قاعدة بيانات كرة القدم.إي يو (الإنجليزية)
- كيريل روديونوف على موقع Soccerway.com (الإنجليزية)